# Hans List
Hans List (* 30. April 1896 in Graz; † 10. September 1996 ebenda) war ein österreichischer Unternehmer.

## Leben und Wirken
Nach dem Studium des Maschinenbaus an der Technischen Universität Graz, das er nach 6 Semestern abschloss, promovierte Hans List während seiner ersten beruflichen Anstellung bei der Grazer Waggon- und Maschinenfabrik über die Regulierung von Dieselmotoren. 1926 wurde Hans List als Wissenschaftler an die Tongji-Universität in China berufen. Er baute dort ein entsprechendes Institut auf und führte bedeutende Forschungsarbeiten zur Berechnung von Schwingungsvorgängen des Ladungswechsels von Verbrennungskraftmotoren durch. Dem schlossen sich von 1932 bis 1941 ein Lehrauftrag als Professor für Verbrennungskraftmaschinen an der TH Graz und von 1941 bis 1945 die Professur für Kolbenmaschinen an der TH Dresden an.
1946 gründete List ein Ingenieurbüro, aus dem 1948 die in Graz gegründete Firma „Anstalt für Verbrennungsmotoren Prof. Dr. Hans List“ (AVL) hervorging. 1979 legte er im Alter von 83 Jahren die Leitung des damals 500 Mitarbeiter umfassenden Unternehmens in die Hände seines Sohnes Helmut List.
Im Laufe seines Wirkens entstanden mehr als 300 Patente, die von List als Alleinerfinder oder in Zusammenarbeit mit Mitarbeitern angemeldet wurden. Seine publizistischen Aktivitäten gipfelten in den „List-Reihen“: Die Verbrennungskraftmaschine, 1. und 2. Folge (Band 1–14) im Springer-Verlag entstanden in den Jahren 1939 bis 1952.

## Auszeichnungen (Auszug)
- Österreichisches Ehrenkreuz für Wissenschaft und Kunst I. Klasse
- Erwin Schrödinger-Preis (1980)[1]
- Ehrenring des Landes Steiermark
- Wilhelm-Exner-Medaille (1971)[2]
- Ehrenbürger der Stadt Graz
- 1963: Ehrendoktorwürde der Technischen Hochschule Graz